# Шаракан (село)
Шарака́н (рос. Шаракан) — село у складі Александрово-Заводського району Забайкальського краю, Росія. Входить до складу Чиндагатайського сільського поселення.

## Населення
Населення — 58 осіб (2010; 117 у 2002).
Національний склад (станом на 2002 рік):
- росіяни — 100 %